# Епархия Книна
Епархия Книна (лат. Dioecesis Tininiensis) — упразднённая епархия Римско-Католической церкви, с 1831 года — титулярная епархия.

## История
Книнская епархия была основана около 1050 года по просьбе короля Петара Крешимира IV. Первоначально книнская епархия входила в Сплитскую митрополию (сегодня — Архиепархия Сплит-Макарска). Позднее книнская епархия входила в состав Венгерского королевства, и король Венгрии имел суверенное право назначать епископов Книна до их утверждения Святым Престолом.
30 июня 1828 года Римский папа Лев XII издал буллу Locum beati Petri, которой упразднил книнскую епархию, присоединив её территорию к епархии Шибеника.
С 1831 года епархия Книна является титулярной епархией.

## Ординарии епархии
| - епископ Marco Giudice (упоминается в 1052 году); - епископ Raniero (1059—1069); - епископ Анастасий I (1069 — ?); - епископ Григорий Gregorio (1074—1075); - епископ Пётр (1080 — ?); - епископ Анастасий II (упоминается в 1111 году); - епископ V. (упоминается в 1145 году); - епископ Dede (1162 — ?); - епископ Flasco (1177—1187); - епископ Giorgio (1196—1199); - епископ Anonimo (? — 11.06.1208); - епископ Michus (1210—1226); - епископ Ладислав (1263—1272); - епископ Николай I (1272—1274); - епископ Y. (1274—1275); - епископ Pierre Boncher OP (1290 — ?); - епископ Leonardo da Spalato (? — 1322); - епископ Giovanni de Cors OP (16.09.1334 — 1.10.1337) — назначен епископом Тиволи; - епископ Tommaso (упоминается в 1339 году); - епископ Николай II OSB (упоминается в 1344 году); - епископ Dionizije Lacković (24.03.1348 — 1349) — назначен епископом Загреба; - епископ Блаж (4.09.1354 — ?); - епископ Johann von Töckheim (28.04.1357 — 6.03.1364) — назначен епископом Гурка; - епископ Миклош I (5.09.1365 — 16.05.1373) — назначен епископом Чанада; - епископ Pál (16.05.1373 — 1388); - епископ Michele da Ragusa (2.06.1390 — ?); - епископ Ласло (21.05.1397 — ?); - епископ Миклош II (10.03.1406 — ?); - епископ Миклош III OFM (5.12.1418 — ?); - епископ Иван (21.05.1428 — 1438); - епископ Demetrij Čupor Moslavački (4.07.1438 — 13.02.1447) — назначен епископом Загреба; - епископ Benedikt de Zolio (13.02.1447 — 18.07.1453) — назначен епископом Загреба; - епископ Demetrij Čupor Moslavački (18.07.1453 — 14.06.1465) — назначен епископом Загреба; - епископ Franjo Speravić OFM (2.01.1460 — ?); - епископ Marco da Fiume OFM (16.09.1464 — ?); - епископ Миклош IV (24.07.1467 — ?); - епископ Niccolò de Monte (29.03.1476 — 14.02.1483) — назначен титулярным епископом Херсонеса Критского; - епископ Brizio (14.11.1492 — 1494); - епископ Martino (15.12.1507 — ?); - епископ Andrea Lagogne OCist (24.08.1515 — ?); | - епископ Matthaeus Unadopya (20.04.1517 — ?); - епископ Ferdinandus de Saxamone (17.12.1517 — ?); - епископ Franciscus de Reucon CRSA (10.12.1518 — ?); - епископ Andrea (20.06.1525 — ?); - епископ Jean de Vaulx (16.04.1540 — ?); - епископ Jean Vallier (1.03.1542 — ?); - епископ Matthias Zabergyei (4.07.1550 — 3.08.1554) — назначен епископом Оради; - епископ Pavao de Churina (3.08.1554 — 1556); - епископ János Újlaky (1558 — 17.07.1560) — назначен епископом Ваца; - епископ Andrija Dudić (28.01.1562 — 1563) — назначен епископом Чанада; - Sede vacante (1563—1571); - епископ István Fejérkővy (26.01.1571 — 15.05.1573) — назначен епископом Веспрема; - епископ Zakariás Mossóczy (15.05.1573 — 27.10.1578) — назначен епископом Ваца; - Sede vacante (1578—1584); - епископ Petar Herešinec (28.05.1584 — 8.03.1585) — назначен епископом Загреба; - Sede vacante (1585—1589); - епископ János Cserödy (20.02.1589 — 5.08.1597); - епископ Miklós Mikáczy (? — 16.04.1598) — назначен епископом Печа; - епископ Matija Drašković (20.12.1600 — ?); - епископ János Jovanczy (26.06.1634 — 1644); - Sede vacante - епископ Juraj Bjelavić OFM (8.01.1646 — 1667); - епископ Cristóbal de Rojas y Spínola OFM (16.01.1668 — 3.03.1687) — назначен епископом Винер-Нойштадта; - епископ Aleksandar Ignacije Mikulić Brokunovečki (24.11.1687 — 11.10.1688) — назначен епископом Загреба; - епископ Blažej Jáklin (29.11.1688 — 26.11.1691) — назначен епископом Нитры; - епископ Miklós Antal Esterházy (6.10.1692 — 5.08.1695); - епископ Franz Ferdinand von Rummel (2.04.1696 — 4.10.1706) — назначен епископом Вены; - епископ András Matusseck (12.03.1708 — 1713); - епископ György Gyllany (7.05.1714 — 1728); - епископ Gregor Sorger (8.03.1728 — 7.09.1729) — назначен епископом Трансильвании; - епископ Sándor Máriássy (8.02.1730 — 19.04.1755); - епископ Jozef Karol Zbiško (15.12.1755 — 1773); - епископ János Szily (24.04.1775 — 23.06.1777) — назначен епископом Сомбатхея; - епископ József Pierer (12.07.1779 — 1806); - епископ Dávid Szolnai (6.10.1806 — ?); - епископ László Csaky (10.07.1815 — ?). |  |

## Титулярные епископы
- епископ Alex Jordánsky (28.02.1831 — 15.02.1840);
- епископ Martin Miskolczy (14.12.1840 — ?);
- епископ Josef Krautmann (15.03.1852 — ?);
- епископ János Nehiba (20.12.1855 — 1875);
  - Sede vacante
- епископ József Lányi (7.11.1906 — 28.09.1931);
- епископ Leopoldo Buteler (8.01.1932 — 13.09.1934) — назначен епархии Рио-Кварто;
- епископ Joseph Laurent Philippe SCI (25.04.1935 — 9.09.1935) — назначен епископом Люксембурга;
- епископ Adolfo Vorbuchner (18.04.1936 — 1938) — назначен епископом Албы-Юлии;
- епископ Luis Guízar y Barragán (9.10.1938 — 5.04.1954) — назначен епископом Сальтильо;
- епископ Manuel Pereira da Costa (31.05.1954 — 20.06.1959) — назначен епископом епископом Назаре;
- епископ Maurits Gerard De Keyzer (24.04.1962 — 19.01.1994);
- епископ Jean-Pierre Blais (3.11.1994 — 12.12.2008) — назначен епископом Бе-Комо;
- епископ Себастьян Фрэнсис Шах (14.02.2009 — по настоящее время).